# Таценко Петро Ілліч
Петро Ілліч Таценко (10 лютого 1907, село Голубівка, Слов'яносербський повіт, Катеринославська губернія, Російська імперія, тепер Новомосковського району Дніпропетровської області — загинув 27 червня 1941, місто Новоград-Волинський Житомирської області) — український радянський громадський, політичний, партійний діяч, комуніст. Член ЦК КП(б)У в 1940—1941 р. Депутат Верховної Ради СРСР 1-го скликання з 1940 року.

## Життєпис
Народився в родині селянина-бідняка. У 1914—1917 роках навчався у сільській початковій школі. З 1917 року працював у господарстві батьків.
У 1922 році вступив до комсомолу.
У 1924—1928 роках — студент Новомосковського педагогічного технікуму, секретар комсомольської організації технікуму, член бюро Новомосковського районного комітету ЛКСМУ Дніпропетровського округу.
У 1928—1932 роках — вчитель Новомосковської семирічної школи, голова Новомосковського районного комітету спілки робітників освіти.
Член ВКП(б) з 1929 року.
З 1932 року — завідувач Знаменівської семирічної школи і секретар первинної партійної організації села Знаменівка Новомосковського району Дніпропетровської області.
Потім працював інструктором Новомосковського районного комітету КП(б)У, заступником секретаря Новомиколаївського районного комітету КП(б)У, а з 1938 до січня 1939 року — 1-м секретарем Новомиколаївського районного комітету КП(б)У Дніпропетровської області.
З січня по лютий 1939 року — завідувач відділу культурно-освітньої роботи ЦК КП(б) України. З лютого до листопада 1939 року — завідувач сільськогосподарського відділу ЦК КП(б) України.
Після приєднання Західної України до УРСР постановою Політичного бюро ЦК КП(б)України (№ 860-оп) 27 листопада 1939 року Таценко був призначений 1-м секретарем Волинського обласного комітету КП(б) України.
У листопаді 1939 — червні 1941 року — 1-й секретар Волинського обласного комітету КП(б) України.
За офіційними даними, загинув 27 червня 1941 року під час бомбардувань Луцька німецькою авіацією. За спогадами Катерини Капустіної, жінки завсектора пропаганди Волинського обкому Григорія Капустіна (1906—1941), яка на той час перебувала в Луцьку, убитий патріотами України (бандерівцями) 21 червня 1941 року під час масованих бомбардувань німецької авіації, про що їй в той же день повідомив секретар обкому. Похований у місті Луцьку.

## Сім'я
Нащадок давнього українського козацько-християнського роду, представники якого згадуються в козацьких реєстрах Війська Запорозького 17-18 ст. Батько Ілля Таценко разом з матір'ю зі старого українського козацько-християнського роду Койнашів, нащадків приписних козаків Полтавського полку, проживав у селі Голубівка.
У родині було 9 душ і всього 4 гектари землі.
Рідний брат Микола Ілліч Таценко — військово-морський офіцер, у 1942 році потрапив у полон у Севастополі.

## Нагороди
- орден Леніна (7.02.1939)